# Conferència de Spa 1920
La Conferència de Spa de 1920 va ser una reunió entre el Consell Suprem de Guerra i el Govern de la República de Weimar que es va celebrar a la localitat belga de Spa entre el 5 i el 16 de juliol de 1920.1 Els assumptes principals que s'hi van tractar van ser el desarmament alemany, els enviaments de carbó alemany als Aliats i el pagament d'indemnitzacions de guerra als països vencedors a la recent Primera Guerra Mundial.